# André-Daniel de Beaupoil de Saint-Aulaire
Pour les autres membres de la famille, voir Famille de Beaupoil de Saint-Aulaire.
André-Daniel de Beaupoil de Saint-Aulaire (16 juin 1651, Limousin - 18 novembre 1734, Tulle), est un prélat français, évêque de Tulle.

## Biographie
André-Daniel est le 2e des trois fils de Daniel et de Guyonne de Chauvigny de Blot sa seconde épouse depuis 1643 et frère cadet de François-Joseph de Beaupoil de Sainte-Aulaire membre de l'Académie française en 1706. On connait peu de chose de sa formation mais il est docteur en théologie de l'université de Bourges. Tonsuré à Limoges en 1666, il est ordonné prêtre en 1682. Il réside alors au séminaire Saint-Sulpice de Paris ou au grand séminaire de Limoges. Il est nommé au prieuré de Thoy en 1693, puis devient archiprêtre de La Porcherie. Il est supérieur du séminaire de cette ville, et vicaire général du diocèse
Le 25 avril 1695, il administre un baptême à Gorre (87) et signe comme « prêtre missionnaire »
Il est nommé évêque de Tulle le 15 avril 1702, confirmé le 25 septembre et consacré en octobre par l'archevêque de Rouen. Il assista en 1714 à l'Assemblée du clergé. Il résigne son siège épiscopal le 8 septembre 1721. Il se retire chez les prêtres de la Congrégation de la Mission de Périgueux où il meurt et est inhumé en 1734 .